# Góra Pięciu Kopców
Góra Pięciu Kopców (1534 m) – miejsce na północnym grzbiecie Pilska w Grupie Pilska w Beskidzie Żywiecko-Orawskim. Znajduje się w grzbiecie Babia Góra – Trzy Kopce, którym biegnie granica polsko-słowacka oraz Wielki Europejski Dział Wodny oddzielający zlewnię Morza Bałtyckiego od Morza Czarnego. Jest rzadkim przypadkiem, że główny grzbiet i główny wododział nie biegną tutaj przez najwyższy szczyt, którym jest Pilsko (1557 m), lecz przez niższe wypłaszczenie na jego północnym grzbiecie.
Góra Pięciu Kopców tworzy rozległą platformę szczytową, podobnie jak Pilsko częściowo porośniętą kosodrzewiną, a częściowo wysokogórskimi halami i pokrytą rumowiskiem skalnym. Po II wojnie światowej była najwyższym punktem, na który mogli wejść turyści z Polski; wejście na Pilsko było zakazane i było surowo karane jako przekroczenie granicy państwowej. Później utworzono tutaj turystyczne przejście graniczne. Obecnie Góra Pięciu Kopców jest węzłem szlaków turystycznych, a wejście z niej na Pilsko odbywa się bez żadnych ograniczeń. Panorama widokowa jest nieco inna, niż z Pilska; lepsza na stronę północną, gorsza na południową.
Pomiędzy Górą Pięciu Kopców a Pilskiem znajduje się na wysokości 1550 m jedno z najwyżej w Beskidzie Żywiecko-Orawskim położonych źródeł (wyżej jest tylko źródło na Babiej Górze). Należy od szlaku turystycznego w połowie podejścia z Góry Pięciu Kopców na Pilsko przejść na prawo około 20 m trawnikiem wśród kosodrzewiny. Źródło wypływa ze szczeliny między skałami a jego woda wkrótce niknie w trawnikach.
Pod północnymi stokami Góry Pięciu Kopców znajduje się schronisko PTTK na Hali Miziowej oraz 3 hale pasterskie: Hala Miziowa, Hala Cebulowa i Hala Słowikowa. Stoki Góry Pięciu Kopców znajdują się w granicach wsi Korbielów w województwie śląskim, w powiecie żywieckim, w gminie Jeleśnia.

## Szlaki turystyczne
Korbielów – schronisko PTTK na Hali Miziowej – Góra Pięciu Kopców. 2:50 h, ↓ 2 h
 Schronisko PTTK na Hali Miziowej – Hala Słowikowa – Góra Pięciu Kopców. 45 min, ↓ 25 min
 Góra Pięciu Kopców – Pilsko – Wesołe (na Słowacji)